# Vorlast
Als Vorlast (engl.: preload) wird in der Kardiologie diejenige Kraft bezeichnet, welche zur Dehnung der Fasern der Herzkammern (Ventrikel) am Ende der Diastole führt und die durch die maximale Ruhelänge der Muskelfasern begrenzt ist. 
Bei Zunahme des venösen Füllungsdruckes (Anstieg der Vorlast) werden die Herzkammern diastolisch stärker gefüllt und die Muskulatur dabei stärker gedehnt, was zu einer Verstärkung der Kontraktion mit Zunahme des Schlagvolumens führt (Frank-Starling-Mechanismus). 
In der Praxis wird die Vorlast als das enddiastolische Volumen oder (weniger exakt) als der enddiastolische Druck im Herzen bezeichnet. Vereinfachend kann zur Bestimmung der Vorlast das Volumen durch den Druck ersetzt werden, was jedoch nicht in allen Situationen (z. B. nichtelastische oder steife Ventrikelwände) zu exakten Messungen führt.
Bei Krankheiten wie der systolischen Herzinsuffizienz ist die Vorlast aufgrund des erhöhten enddiastolischen Volumens und Füllungsdruckes erhöht. Als Folge dessen entstehen Ödeme, was – im Falle des Lungenödems – zu Atemnot führt. Analog dazu verhält es sich bei erniedrigter Elastizität der Ventrikel (diastolische Herzinsuffizienz): Wird der Ventrikel steifer, verschlechtert sich die diastolische Füllung, was zu einem venösen Blutrückstau führt.
Die Vorlast kann z. B. durch ACE-Hemmer, Diuretika oder auch Nitrate wie Nitroglycerin gesenkt werden.